# Ulrich Christensen
Ulrich R. Christensen (* 6. Mai 1954 in Peine) ist ein deutscher Geophysiker und Planetologe.
Christensen studierte Physik an der TU Braunschweig mit dem Diplom 1977 und der Promotion 1980 und habilitierte sich 1985 an der Universität Mainz in Geophysik. Er war ab 1986 Heisenberg-Stipendiat und 1991/92 Wissenschaftler am Max-Planck-Institut für Chemie und von 1992 bis 2003 Professor für Geophysik an der Georg-August-Universität Göttingen. Ab 2002 war er Direktor und wissenschaftliches Mitglied am Max-Planck-Institut für Sonnensystemforschung in Göttingen, an der er die Abteilung Planeten und Kometen leitete und von 2003 bis 2007 geschäftsführender Direktor war. 2020 wurde er emeritiert.
Er erforscht die Dynamik und den Aufbau des Inneren von Planeten (Konvektionsströmungen im Erdmantel, Gasströmungen in den großen Gasplaneten Jupiter und Saturn, planetare Magnetfelder), wobei er sich numerischer Simulationen bedient. Insbesondere erforscht er, was die geologischen Bedingungen für Leben auf der Erde im Vergleich zu anderen Planeten sind. Eine Voraussetzung ist zum Beispiel ein Magnetfeld, das kosmische  und Sonnenstrahlung abhält. Er entwickelte sphärische 3D-Dynamo-Referenzmodelle für Planeten und Skalierungsgesetze zur Vorhersage der Dynamo-Eigenschaften von Planeten (in Abhängigkeit von Größe, elektrischer Leitfähigkeit, Rotationsrate, Konvektionsrate). Eine weitere Voraussetzung sind Konvektionsströme im Mantel, die zu Vulkanismus führen, der für die Erzeugung einer Atmosphäre von Bedeutung ist.
Christensen war an der Raumfahrtmission Dawn zu den Asteroiden Vesta und Ceres beteiligt sowie an der ExoMars-Mission zur Erforschung von Leben auf dem Mars.
1988 war er Gastprofessor an der Universität Utrecht.

## Ehrungen
1988 erhielt Ulrich Christensen den Gerhard-Hess-Preis der DFG, 1994 den Gottfried Wilhelm Leibniz-Preis, 2009 die Augustus Love Medal der European Geoscience Union, deren Honorary Fellow er seit 2003 ist, und 2019 die Inge Lehmann Medaille der American Geophysical Union, deren Fellow er seit 2000 ist. Er ist seit 1999 Mitglied der Leopoldina, seit 1995 der Niedersächsischen Akademie der Wissenschaften zu Göttingen und seit 2021 der National Academy of Sciences.